# فرط الاستقطاب

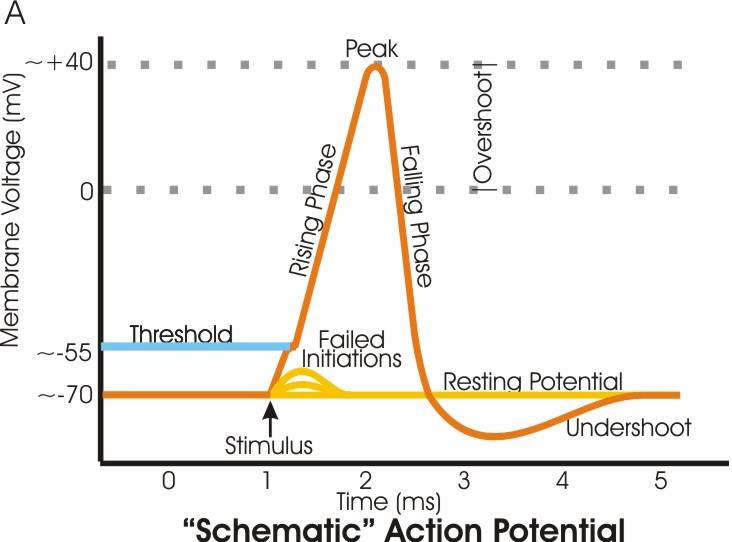

فرط الاستقطاب (بالإنجليزية:  Hyperpolarization)‏ هو تغيير في الجهد الغشائي للخلية يجعله أكثر سلبية، أي أنه عكس التعبير إزالة استقطاب.

فرط الاستقطاب عادة ما ينبع من خروج كاتيونات البوتاسيوم خارج الخلية عبر قنوات البوتاسيوم، أو دخول أنيونات الكلوريد إلى الخلية عبر قنوات الكلوريد. من الجهة الأخرى، تدفّق الكاتيونات إلى الخلية، على سبيل المثال دخول أيونات الصوديوم عبر قنوات الصوديوم أو أيونات الكالسيوم عبر قنوات الكالسيوم يعارض فرط الاستقطاب. ردّة الفعل مبوّبة الجهد للقنوات الأيونية هذه هي الطريقة التي يتم الوصول فيها إلى فرط الاستقطاب. في الخلايا العصبية، تدخل الخلية حالة فرط الاستقطاب فورًا بعد توليد جهد الفعل. عند تواجد الخلية العصبية في فرط الاستقطاب، تكون الخلية العصبية في فترة جموح لما يقارب الـ 2 ميلي ثانية، خلالها لا تستطيع الخلية العصبية توليد جهد فعل لاحق. تعيد مضخة الصوديوم والبوتاسيوم توزيع أيونات الصوديوم والبوتاسيوم حتى يعود جهد الغشاء لجهد الراحة نحو 70- ميليفولت، حيث تكون الخلية العصبة على استعداد لإيصال جهد فعل آخر. 

## قنوات أيونية مبوّبة الجهد وفرط الاستقطاب
تستجيب قنوات أيونية مبوّبة الجهد لتغييرات في جهد الغشاء. قنوات صوديوم، بوتاسيوم وكلوريد مبوّبة الجهد هي عنصر أساسي قي توليد جهد الفعل وكذك فرط الاستقطاب. تعمل هذه القنوات عن طريق انتقاء أيون معيّن وفقًا للجذب أو التنافر الكهربائي متيحة للأيون الارتباط بالقناة. يطلق هذا جزيء الماء المرتبط بالقناة ويتيح عبور القناة داخل الثقب. تفتح قنوات الصوديوم مبوّبة الجهد نتيجة لحافز ومن ثم تُغلق مرة أخرى.